# Traktat Helgoland-Zanzibar
Traktat Helgoland-Zanzibar (niem. Helgoland-Sansibar-Vertrag, ang. Heligoland-Zanzibar Treaty lub Zanzibar Treaty) – anglo-niemiecka umowa dotycząca ekonomicznych i terytorialnych interesów dwóch mocarstw kolonialnych w Afryce, podpisana w 1890 r. przez Wielką Brytanię i Cesarstwo Niemieckie.

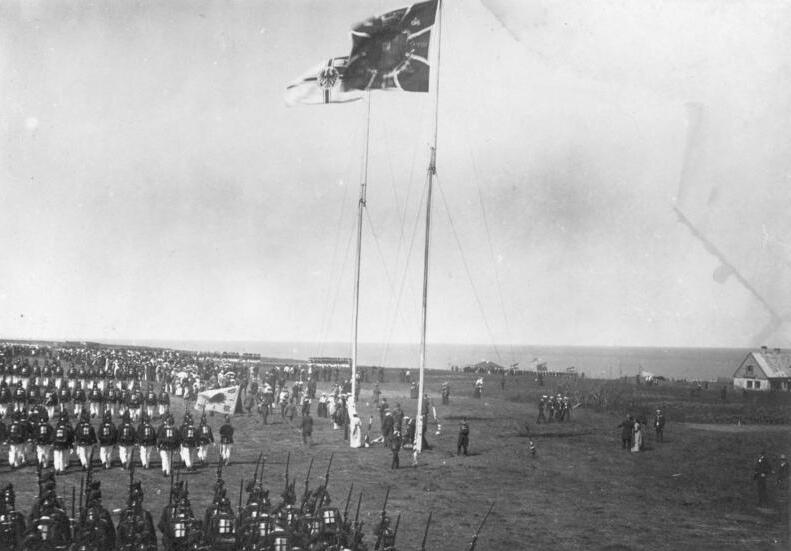
Ceremonia przekazania Helgolandu Cesarstwu Niemieckiemu

Mimo nazwy traktat nie miał na celu, jak się często mylnie uważa, wymiany wyspy Helgoland (która była własnością Wielkiej Brytanii od 1807 r.) na wyspę Zanzibar (która nigdy nie była kolonią niemiecką), oficjalna nazwa traktatu to Vertrag über Kolonien und Helgoland, czyli „Traktat o koloniach i wyspie Helgoland”.
Na mocy traktatu Niemcy zrzekły się na rzecz Wielkiej Brytanii małego sułtanatu Witu, uznały kolonialne rządy Zjednoczonego Królestwa w Afryce Wschodniej (Uganda, Sudan i wybrzeże Kenii) i zobowiązały się nie ingerować w stosunki między Sułtanatem Zanzibaru a Wielką Brytanią. W zamian Niemcy uzyskały wyspę Helgoland na Morzu Północnym, Pas Caprivi i kontrolę wybrzeża wokół Dar es Salaam.